# Tom Søndergaard
Tom Søndergaard (ur. 2 stycznia 1944 w Kopenhadze, zm. 16 czerwca 1997 w Frederikssundzie) – duński piłkarz grający podczas kariery na pozycji napastnika.

## Kariera klubowa
Karierę piłkarską Tom Søndergaard rozpoczął w klubie B 1893 Kopenhaga w 1962. W 1968 przeszedł do austriackiego Rapidu Wiedeń. Z Rapidem zdobył Puchar Austrii w 1969. W 1969 został zawodnikiem Ajaxu Amsterdam. Z Ajaxem zdobył mistrzostwo i Puchar Holandii w 1970. W 1970 po raz kolejny Søndergaard zmienił klub. Tym razem został zawodnikiem francuskiego FC Metz. Ostatnim klubem w karierze Søndergaarda był drugoligowy Hellerup IK.
| Sezon   | Klub             | Kraj     | Rozgrywki         | Mecze | Bramki |
| ------- | ---------------- | -------- | ----------------- | ----- | ------ |
| 1962    | B 1893 Kopenhaga | Dania    | 1. division       | 3     | 0      |
| 1963    | B 1893 Kopenhaga | Dania    | 1. division       | 9     | 1      |
| 1964    | B 1893 Kopenhaga | Dania    | 1. division       | 22    | 2      |
| 1965    | B 1893 Kopenhaga | Dania    | 1. division       | 15    | 0      |
| 1966    | B 1893 Kopenhaga | Dania    | 1. division       | 15    | 3      |
| 1967    | B 1893 Kopenhaga | Dania    | 1. division       | 22    | 7      |
| 1968/69 | Rapid Wiedeń     | Austria  | Nationalliga      | 16    | 1      |
| 1969/70 | AFC Ajax         | Holandia | Eredivisie        | 6     | 0      |
| 1970/71 | FC Metz          | Francja  | Première Division | 19    | 4      |
| 1971/72 | FC Metz          | Francja  | Première Division | 1     | 0      |
| 1972    | Hellerup IK      | Dania    | 2. division       | ?     | ?      |

## Kariera reprezentacyjna
W reprezentacji Danii Søndergaard zadebiutował 28 czerwca 1964 w przegranym 1-4 meczu Mistrzostw Nordyckich ze Szwecją. Kilka dni wcześniej był w kadrze na Puchar Narodów Europy, na którym Dania zajęła ostatnie, czwarte miejsce. Ostatni raz w reprezentacji wystąpił 11 października 1967 w przegranym 2-3 meczu eliminacji Mistrzostw Europy z NRD, w którym w 38 min. zdobył drugą bramkę dla Danii. Od 1964 do 1967 roku rozegrał w kadrze narodowej 19 meczów, w których zdobył 4 bramki.
| Mecze i gole w reprezentacji | Mecze i gole w reprezentacji | Mecze i gole w reprezentacji | Mecze i gole w reprezentacji | Mecze i gole w reprezentacji | Mecze i gole w reprezentacji | Mecze i gole w reprezentacji |
| #                            | Data                         | Miasto                       | Przeciwnik                   | Gol                          | Wynik                        | Rozgrywki                    |
| ---------------------------- | ---------------------------- | ---------------------------- | ---------------------------- | ---------------------------- | ---------------------------- | ---------------------------- |
| 1.                           | 28.06.1964                   | Malmö                        | Szwecja                      |                              | 1:4                          | Mistrzostwa Nordyckie        |
| 2.                           | 06.09.1964                   | Helsinki                     | Finlandia                    |                              | 1:2                          | Mistrzostwa Nordyckie        |
| 3.                           | 11.10.1964                   | Kopenhaga                    | Norwegia                     |                              | 2:0                          | Mistrzostwa Nordyckie        |
| 4.                           | 21.10.1964                   | Kopenhaga                    | Walia                        |                              | 1:0                          | el. MŚ                       |
| 5.                           | 29.11.1964                   | Ateny                        | Grecja                       |                              | 2:4                          | el. MŚ                       |
| 6.                           | 01.12.1964                   | Tel Awiw-Jafa                | Izrael                       | Gol                          | 1:0                          | towarzyski                   |
| 7.                           | 05.12.1964                   | Bolonia                      | Włochy                       |                              | 1:3                          | towarzyski                   |
| 8.                           | 26.09.1965                   | Oslo                         | Norwegia                     |                              | 2:2                          | Mistrzostwa Nordyckie        |
| 9.                           | 21.06.1966                   | Esbjerg                      | Portugalia                   |                              | 1:3                          | towarzyski                   |
| 10.                          | 26.06.1966                   | Kopenhaga                    | Norwegia                     |                              | 0:1                          | Mistrzostwa Nordyckie        |
| 11.                          | 03.07.1966                   | Kopenhaga                    | Anglia                       |                              | 0:2                          | towarzyski                   |
| 12.                          | 18.09.1966                   | Helsinki                     | Finlandia                    |                              | 1:2                          | Mistrzostwa Nordyckie        |
| 13.                          | 24.05.1967                   | Kopenhaga                    | Węgry                        |                              | 0:2                          | el. ME                       |
| 14.                          | 04.06.1967                   | Kopenhaga                    | NRD                          |                              | 1:1                          | el. ME                       |
| 15.                          | 25.06.1967                   | Kopenhaga                    | Szwecja                      |                              | 1:1                          | Mistrzostwa Nordyckie        |
| 16.                          | 23.08.1967                   | Kopenhaga                    | Islandia                     | Gol                          | 14:2                         | towarzyski                   |
| 17.                          | 24.09.1967                   | Oslo                         | Norwegia                     |                              | 5:0                          | Mistrzostwa Nordyckie        |
| 18.                          | 04.10.1967                   | Kopenhaga                    | Holandia                     | Gol                          | 3:2                          | el. ME                       |
| 19.                          | 11.10.1967                   | Lipsk                        | NRD                          | Gol                          | 2:3                          | el. ME                       |